# Jacques Besson (cyclisme)
Pour les articles homonymes, voir Besson.
Jacques Besson, né le 5 mai 1918 à Mont-la-Ville et mort le 25 août 1984 à Lausanne  est un coureur cycliste suisse, spécialiste du demi-fond.
Avec huit titres de champion national de demi-fond, il est le coureur suisse le plus titré dans cette discipline.

## Biographie
Jacques Besson est né de parents suisses, à Mont-la-Ville (canton de Vaud). Il n'a que deux ans quand ses parents, père mécanicien et mère infirmière, viennent s'installer dans la banlieue parisienne, à Puteaux. Ayant pris licence à la S. S. Suresnes, il débute sur route à Ia fin de la saison 1938. Puis il aborde les samedis du Vel' d'Hiv' et, tout de suite, les courses sur piste le séduisent davantage que les compétitions routières. Il participe tout de même à quelques interclubs durant la saison d'été 1939 et en gagne trois. Vient la guerre. Les samedis du Vel' d'Hiv' sont supprimés, les coureurs manquent et Besson peut ainsi prendre rapidement du galon. Il est invité à prendre part à de grandes américaines, l'occasion de rencontrer des « costauds » et sa progression se trouve accélérée. Il s'essaye dans des courses avec entraîneurs et, pour ses débuts derrière Derny, se classe deuxième derrière Frosio, mais devant Lionel Talle, Jacques Rousset, André Mornier, Dino Vanni. En poursuite également, Besson se comporte très bien et il est le seul à ne pas être rejoint par Prat grand caïd de la spécialité.
Au début de la saison 1940, Jacques Besson, devenu sociétaire du V. C. L., continue à courir exclusivement sur piste. Puis c'est l'exode et le retour à Paris, juste pour l'ouverture du Vel' d'Hiv' : poursuites, omniums, Derny, américaines surtout, avec Grauss ou Samyn. Il semble destiné à devenir un coureur d'américaines, de bonne valeur d'ailleurs. Mais, durant l'été 1941, il a  l'occasion de courir beaucoup d'épreuves derrière Derny ou motos commerciales et gagne quatre courses importantes dont la Petite Roue d'Or, devant Roux, Frosio, Prat, Vanni, Casellato. Le manager Georges Wambst, ayant remarqué son coup de pédale, lui dit de tenter ta chance en demi-fond. Grâce à Wambst, il trouve le matériel nécessaire, les anciens vélos d'Emile Diot, un entraîneur (Laval) et des conseils éclairés. Il fait ses débuts en fin de saison à l'occasion d'un gala pour la jeunesse, au Parc des Princes. Surprise : Besson gagne, battant Chocque, Arthur Sérès et Canazza. Sa voie, désormais, est toute tracée.
Au cours de l'hiver 1941-1942, il doit se contenter de jouer un rôle, encore quelque peu effacé. Il se console en gagnant le championnat d'hiver derrière Derny, devant Aimar, Idée, Archambaud, Lesueur et A. Sérès. La saison d'été 1942 consacre définitivement sa qualité de grand stayer. Courant tous les dimanches, Jacques Besson se perfectionne très rapidement, et les champions français ne tardent pas à le considérer avec un  certain respect; A telle enseigne que Terreau, allant courir à Zurich, vante les mérites du jeune coureur suisse. Bien entendu, le nom de Besson est totalement inconnu dans son pays d'origine. Jacques est néanmoins invité à venir courir le championnat de Suisse de demi-fond et il gagne haut la main, battant Hans Martin, Henri Suter, Karl Litschi et Emile Vaucher. Revenu à Paris avec le maillot à croix blanche, Besson, entraîné par Lavalade puis par Jubi, vole alors de succès en succès ; Prix Georges Parent, devant Meuleman, Terreau. Oubron, Minardi : Prix Paul Guignard, devant Lemoine, Chaillot, Claverie, Chocque ; Prix du Conseil Municipal, devant G. Sérès. Chocque, Lemoine. Minardi ; Grand Prix de Noël, devant Minardi et Oubron. Selon L'Auto, il est second du classement d'hiver 1942-43 des stayers et troisième de celui d'été.
Aux Championnats du Monde à Zurich en 1946, il devient vice-champion du monde, 20 centimètres derrière l'Italien Elia Frosio,,. Selon Patrick Police, « Jacques Besson pense avoir acheté la victoire à son entraîneur, qui, en fait, l'a déjà vendue à un autre, lequel n’aura finalement pas les jambes pour gagner ».
Il devient également champion d'Europe en 1948-1949,,, et 1950. En 1955, il prend la troisième place de cette compétition.

## Palmarès

### Championnats du monde
- Zurich 1946
  -  Médaille d'argent du demi-fond professionnels, entrainé par Georges Groslimond

### Championnats d'Europe
- 1948-1949
  - 1re du Criterium d'Europe des vélodromes d'hiver
- 1950
  -  Champion d'Europe de demi-fond
- 1955
  -  Médaillé de bronze du demi-fond

### Championnat de Suisse
- Champion de suisse de demi-fond en 1942[14], 1946[15],[16], 1947, 1948[17], 1949, 1951[18],[19], 1952[20] et 1954 ; 2e en 1945 et 1956; 3e en 1953 et 1955

### Grand Prix et autres
- 3e du Prix Dupré-Lapize avec Achille Samyn : 1941
- Critérium d'hiver derrière derny : 1942[2]
- Prix Georges Parent : 1942
- Prix Paul Guignard : 1942[4]
- Grand Prix du Conseil municipal :1942[5],[21] et 1950[22]
- Grand Prix de Noël : 1942
- Prix Henri Contenet : 1943[23]
- Prix Robert Grassin : 1944[24]
- Prix Paul Rousseau : 1946[25]
- Grand Prix de Bordeaux : 1947[26],[27]
- Prix Georges Paillard : 1948[28]
- Grand Prix de la F.F.C. : 1948[29]
- Prix Vanderstuyft à Anvers : 1949[30],[31]
- Grand Prix de l'UCI : 1949[32],[33] et 1950[34]
- Grand Prix de Zurich : 1949[35]
- Grand Prix de Bordeaux-Paris : 1950[36]